# Phyllocyclus helferiana
Phyllocyclus helferiana är en gentianaväxtart som beskrevs av Wilhelm Sulpiz Kurz. Phyllocyclus helferiana ingår i släktet Phyllocyclus och familjen gentianaväxter. Inga underarter finns listade i Catalogue of Life.